# Горенков, Юрий Викторович
Юрий Викторович Горенков (род. 4 августа 1988 года в Житомире, СССР) — украинский профессиональный баскетболист,  играет на позиции центрового. Мастер спорта по баскетболу.

## Карьера
Дебютировав в профессиональном баскетболе в 16 лет, Горенков, играющий на позиции центрового, после перешёл в баскетбольный клуб "Днепр" (Днепропетровск). С 2010 года выступал за БК Киев. После чего с 2011 года пополнил состав БК Динамо (Москва). С 2019 по 2023 год был главным тренером БК Житомир который дебютировал в высшей лиге.

## Достижения
Мастер спорта Украины по баскетболу.
Золотой призёр первого украинского чемпионата Суперлиги среди дублирующих составов.
Серебряный и бронзовый призёр украинского чемпионата Суперлиги среди дублирующих составов.
Чемпион II международного турнира памяти Александра Петренко в составе команды «Динамо» Москва.
Многократный чемпион турниров по стритболу.
Участник Матча всех звезд Украины.